# Горящая мельница
«Горящая мельница» (англ. The Burning Mill) — третий эпизод второго сезона фэнтезийного драматического телесериала HBO «Дом Дракона», снятый Гитой Патель по сценарию Дэвида Хэнкока. Его премьера состоялась 30 июня 2024 года. В этом эпизоде начинается война в Речных Землях, Деймон склоняет на сторону Рейниры кастеляна Харренхолла, а сама королева тайно проникает в Королевскую Гавань, чтобы встретиться с Алисентой.
В «Горящей мельнице» появляются новые актёры: Фредди Фокс, Гэйл Ранкин, Саймон Расселл Бил. Эпизод в основном получил положительные отзывы, благодаря режиссуре, развитию персонажей, нескольким отдельным сценам, возвращению Милли Олкок, игре Эммы Д’Арси и Оливии Кук.

## Сюжет
В Речных Землях незначительный территориальный спор быстро перерастает в битву между давними врагами, Бракенами и Блэквудами. В результате почти полностью погибают две армии и сгорает мельница.
Десница Эйгона Кристон Коль предлагает смелый план по захвату Харренхола. Он собирает войско, к которому неожиданно присоединяется брат Алисенты Гвейн Хайтауэр. Эйгон тоже хочет лететь на драконе в Речные Земли, но Ларис Стронг его отговаривает, после чего становится мастером над шептунами. В борделе мужчина утверждает, что является сыном дракона, незаконнорожденным единокровным братом короля Визериса и принца Деймона. Когда Эйгон приводит в бордель нового оруженосца, он встречает там обнажённого Эймонда с Сильви и насмехается над братом, пока тот не уходит в гневе.
Деймон на драконе добирается до Харренхолла раньше сира Кристона. Кастелян сир Саймон Стронг клянётся в верности Рейнире и отрекается от своего внучатого племянника, лорда Лариса Стронга, заявив, что тот погубил своего отца и дядю во время пожара в замке. Той же ночью невидимая сила заманивает Деймона к древнему дереву. Там он видит во сне, как юная Рейнира пришивает голову Джейхериса обратно к телу. Деймон просыпается, и стоящая рядом молодая женщина предсказывает, что он умрёт в Харренхоле.
Братьев Каргиллов хоронят вместе на Драконьем Камне. Рейнис предлагает Рейнире убедить Алисенту отказаться от войны. Та отправляет младших сыновей Джоффри, Эйгона и Визериса к Арренам для защиты и продолжения рода Таргариенов в случае падения «чёрных». Рейна, у которой нет дракона, будет сопровождать их. Она чувствует себя униженной, так как ей придётся присматривать за маленькими детьми, но успокаивается, когда ей доверяют драконьи яйца. По пути в Харренхол Гвейн и несколько солдат безрассудно направляются в маленькую деревушку в поисках развлечений. Кристон в гневе гонится за ними на лошади. Бейла, патрулирующая местность на Лунной Плясунье, замечает мужчин, которые убегают и прячутся в лесу. Она сообщает об этом советникам Рейниры, которые предлагают начать войну с помощью своих драконов. В награду за то, что она предупредила об Аррике, Рейнира дает Мисарии место при дворе. Мисария советует Рейнире, как ей встретиться с Алисентой в Королевской Гавани. Рейнира читает сообщение, отправленное ей Алисентой.
Рейнира в сопровождении гвардейца пробирается в Королевскую Гавань на рыбацкой лодке. Замаскировавшись под септу, она беседует с Алисентой, которая утверждает, что ничто не может разрешить конфликт или избежать войны. Рейнира понимает, что Алисента неправильно поняла предсмертные слова короля Визериса о пророчестве Песни Льда и Пламени, приняв своего сына Эйгона за предсказанного Эйгона Завоевателя.

## Производство
Сценарий к эпизоду написал Дэвид Хэнкок, режиссёром стала Гита Васант Патель. Это первая работа Хэнкока в «Доме Дракона», тогда как Патель сняла эпизод «Лорд Приливов».
В эпизоде впервые появились Фредди Фокс в роли сира Гвейна Хайтауэра, Гэйл Ранкин в роли Элис Риверс и Саймон Расселл Бил в роли сира Саймона Стронга. О том, что они присоединились к проекту, стало известно в апреле 2023 года. Гвейн Хайтауэр появлялся в первой серии, но его играл другой актёр. В последний раз в «Горящей мельнице» появились Эллиотт и Люк Титтенсоры, игравшие Эррика и Аррика Каргиллов: их персонажи погибли в предыдущем эпизоде, но здесь были показаны трупы. Милли Олкок появилась в качестве приглашённой звезды, снова сыграв молодую Рейниру.

## Реакция
Эпизод в основном получил положительные отзывы от критиков. На сайте Rotten Tomatoes его рейтинг составил 95 % на основе 19 отзывов, со средней оценкой 7,8/10.
Хейли Уитмайр Уайт из TV Fanatic дала эпизоду 4,75 звезды из 5, Алек Бойалад из Den of Geek и Джеймс Хант из Screen Rant — по 4 звезды из 5. Бойалад отметил хаотичность повествования и логическую сложность финала, но похвалил сцену битвы у Горящей Мельницы за то, что она сохранила сильную тематическую направленность; Хант назвал этот эпизод лучшим в «Доме Дракона» на момент премьеры. Карли Лэйн из Collider и Хелен О’Хара из IGN дали эпизоду 8 баллов из 10, причём О’Хара заявила, что «третий эпизод больше похож на фэнтезийную драму, ради которой мы пришли к „Дому Дракона“, чем два предыдущих эпизода», и что он «даёт гораздо больше надежд на будущее». Кэти Долл из CBR поставила эпизоду 7 баллов из 10, написав, что он «экспериментирует с границами телевидения как в хорошем, так и в плохом смысле, что запутывает сюжет». Поставив эпизоду оценку «A-», Кэйли Дрэй из The A.V. Club написала в своей рецензии: «В целом, это отличная часть „Дома дракона“, и она невероятно хорошо развивает медленно нарастающую напряжённость, которая проявилась в первых двух частях этого сезона».
Критики высоко оценили актёрскую игру Эммы Д’Арси, Оливии Кук, Мэтта Смита, Тома Глинн-Карни, Юэна Митчелла и Фиби Кэмпбелл. Они отметили сцены воссоединения Алисенты и Рейниры, сцену с Эймондом и Эйгоном в борделе (отмеченную ростом напряжённости в отношениях между братьями), сцены в Харренхоле и сцену с Бейлой и Лунной Плясуньей. Взаимодействие между Кук и Д’Арси было признано одним из самых ярких моментов эпизода. Джеймс Хант написал: «Они блестяще отыгрывают свои роли друг с другом, и вы действительно ощущаете широкий спектр эмоций: как сильно им по-прежнему не наплевать друг на друга; их общую боль, сожаление и гнев из-за того, что произошло с тех пор, как они видели друг друга в последний раз; упрямство и эгоизм, которые мешают настоящему решению проблемы». Критики высоко оценили режиссуру Патель, возвращение Олкок в роли юной Рейниры, развитие персонажей Деймона и Эйгона.
Прозвучала критика из-за темпа повествования, излишней откровенности сцены в борделе, отсутствия на экране битвы у Пылающей Мельницы, заявленной в названии, ограниченности экранного времени для Хелейны и Рейны.